# Championnats d'Amérique du Sud d'athlétisme 1974
Navigation
Lima 1971 Rio de Janeiro 1975
Les 27e Championnats d'Amérique du Sud d'athlétisme ont eu lieu à Santiago, au Chili.

## Résultats

### Épreuves masculines
| Épreuves | Or                             | Or                 | Argent                     | Argent          | Bronze                         | Bronze          |
| --- | ------------------------------ | ------------------ | -------------------------- | --------------- | ------------------------------ | --------------- |
| 100 mètres | Rui da Silva Brésil            | 10 s 5             | Jesús Rico Venezuela       | 10 s 5          | José Chacín Venezuela          | 10 s 6          |
| 200 mètres | Rui da Silva Pérou             | 21 s 2             | Erick Phillips Venezuela   | 21 s 5          | Víctor Patínez Venezuela       | 21 s 7          |
| 400 mètres | Víctor Patínez Venezuela       | 46 s 6             | Erick Phillips Venezuela   | 46 s 8          | Pedro Teixeira Brésil          | 48 s 1          |
| 800 mètres | Héctor López Venezuela         | 1 min 50 s 4       | Darcy Pereira Brésil       | 1 min 50 s 6    | Reinel Suárez Colombie         | 1 min 51 s 6    |
| 1 500 mètres | José González Venezuela        | 3 min 48 s 8       | Darcy Pereira Brésil       | 3 min 51 s 2    | Omar Amdematten Argentine      | 3 min 52 s 6    |
| 5 000 mètres | Edmundo Warnke Chili           | 14 min 17 s 6      | Jairo Correa Colombie      | 14 min 22 s 4   | José Romão Silva Brésil        | 14 min 22 s 8   |
| 10 000 mètres | Jairo Correa Colombie          | 29 min 27 s 3      | Edmundo Warnke Chili       | 29 min 32 s 8   | Jairo Cubillos Colombie        | 30 min 25 s 6   |
| Marathon | José Ramírez Chili             | 2 h 30 min 42 s    | Gilberto Cerna Colombie    | 2 h 32 min 27 s | Orides Alves Brésil            | 2 h 34 min 46 s |
| 3000 mètres steeple | José González Venezuela        | 8 min 59 s 4 CR    | Jorge Grosser Chili        | 9 min 00 s 0    | Lucirio Garrido Venezuela      | 9 min 01 s 2    |
| 110 mètres haies | Oscar Marín Venezuela          | 14 s 6             | Márcio Lomónaco Brésil     | 14 s 9          | Roberto Gonzáles Pérou         | 15 s 0          |
| 400 mètres haies | Francisco Rojas Paraguay       | 52 s 1             | Dorival Negrisoli Brésil   | 53 s 1          | Santiago Gordon Chili          | 53 s 5          |
| Saut en hauteur | Luis Arbulú Pérou              | 2,06 m CR          | Luis Barrionuevo Argentine | 2,06 m          | Roberto Abugattás Pérou        | 2,03 m          |
| Saut à la perche | Ciro Valdés Colombie           | 4,40 m             | Luis Cárdenas Pérou        | 4,20 m          | Tulio Moya Chili               | 4,00 m          |
| Saut en longueur | Emilio Mazzeo Argentine        | 7,29 m             | Ronaldo Lobato Brésil      | 7,21 m          | João Carlos de Oliveira Brésil | 7,17 m          |
| Triple saut | João Carlos de Oliveira Brésil | 16,34 m CR         | Nelson Prudêncio Brésil    | 16,09 m         | Edgar Moreno Venezuela         | 15,16 m         |
| Lancer du poids | Juan Turri Argentine           | 17,09 m CR         | Nelson Fernandes Brésil    | 15,96 m         | José Carreño Venezuela         | 15,81 m         |
| Lancer du disque | Hernán Haddad Chili            | 47,12 m            | José Jacques Brésil        | 46,56 m         | Esteban Drapich Argentine      | 46,52 m         |
| Lancer du marteau | Darwin Piñeyrúa Uruguay        | 62,99 m CR         | José Vallejo Argentine     | 61,55 m         | Celso de Moraes Brésil         | 59,34 m         |
| Lancer du javelot | Mario Sotomayor Colombie       | 68,86 m            | Paulo de Faría Brésil      | 66,04 m         | Humberto Vianna Brésil         | 65,32 m         |
| Décathlon | Ramón Montezuma Venezuela      | 7000 pts           | Tito Steiner Argentine     | 6964 pts        | Alfredo Silva Chili            | 6772 pts        |
| 20 kilomètres marche | Adalberto Scorza Argentine     | 1 h 46 min 24 s CR | Rito Molina Argentine      | 1 h 48 min 27 s | Antonio Moraga Colombie        | 1 h 49 min 00 s |
| Relais 4 × 100 mètres | Brésil                         | 40 s 3             | Venezuela                  | 40 s 7          | Argentine                      | 41 s 1          |
| Relais 4 × 400 mètres | Venezuela                      | 3 min 10 s 7 CR    | Argentine                  | 3 min 12 s 7    | Chili                          | 3 min 12 s 8    |
| Records et Performances - AR : Record continental (area record) - CR : Record des championnats (championship record) - MR : Record du meeting (meet record) - NR : Record national (national record) - OR : Record olympique (olympic record) - PR : Record paralympique (paralympic record) - PB : Record personnel (personal best) - SB : Meilleure performance personnelle de la saison (season's best) - WL : Meilleure performance mondiale de l'année (world leader) - WJR : Record du monde junior (world junior record) - WR : Record du monde (world record) Circonstances et Conditions - DNF : N'a pas terminé (did not finish) - DNS : N'a pas pris le départ (did not start) - DQ : Disqualification (disqualification) - NM : Aucun essai valable enregistré (No Mark) - Q : Qualifié « directement » au prochain tour (ou à la prochaine compétition), lors d'une compétition majeure, grâce au classement ou à la réalisation des minima (automatic qualifier) - q : Qualifié au prochain tour (ou à la prochaine compétition), lors d'une compétition majeure, grâce au repêchage ou à la réalisation de l'une des meilleures performances parmi celles des « non qualifiés directement » (grâce au meilleur temps ou à la meilleure distance par exemple) (secondary qualifier) |                                |                    |                            |                 |                                |                 |

### Épreuves féminines
| Épreuves | Or                          | Or              | Argent                        | Argent       | Bronze                     | Bronze       |
| --- | --------------------------- | --------------- | ----------------------------- | ------------ | -------------------------- | ------------ |
| 100 mètres | Conceição Geremias Brésil   | 12 s 1          | Elsy Rivas Colombie           | 12 s 1       | Belkis Fava Argentine      | 12 s 1       |
| 200 mètres | Elsy Rivas Colombie         | 24 s 1          | Ángela Godoy Argentine        | 24 s 7       | Conceição Geremias Brésil  | 24 s 7       |
| 400 mètres | Eucaris Caicedo Colombie    | 56 s 1          | Adriana Marchena Venezuela    | 57 s 0       | Rosângela Verissimo Brésil | 57 s 1       |
| 800 mètres | Ana María Nielsen Argentine | 2 min 11 s 9 CR | Rosângela Verissimo Brésil    | 2 min 12 s 6 | Carmen Oyé Chili           | 2 min 13 s 9 |
| 1 500 mètres | Carmen Oyé Chili            | 4 min 32 s 1 CR | Ana María Nielsen Argentine   | 4 min 33 s 5 | Iris Fernández Argentine   | 4 min 41 s 7 |
| 100 mètres haies | Edith Noeding Pérou         | 13 s 9 CR       | Elisabeth Nunes Brésil        | 14 s 4       | Maria Luisa Betioli Brésil | 15 s 0       |
| Saut en hauteur | Maria Luisa Betioli Brésil  | 1,75 m CR       | Edith Noeding Pérou           | 1,65 m       | Beatriz Bonfim Brésil      | 1,65 m       |
| Saut en longueur | Elisabeth Nunes Brésil      | 6,06 m CR       | Conceição Geremias Brésil     | 6,03 m       | Edith Noeding Pérou        | 5,91 m       |
| Lancer du poids | Rosa Molina Chili           | 14,93 m CR      | Maria Boso Brésil             | 13,99 m      | Miriam Yutronic Chili      | 13,23 m      |
| Lancer du disque | Miriam Yutronic Chili       | 49,36 m CR      | Odete Domingos Brésil         | 48,22 m      | Gladys Ortega Argentine    | 42,90 m      |
| Lancer du javelot | Gladys González Venezuela   | 49,86 m CR      | Ana María Campillay Argentine | 43,18 m      | Verónica Díaz Chili        | 42,46 m      |
| Pentathlon | Edith Noeding Pérou         | 4170 pts        | Elisabeth Nunes Brésil        | 3975 pts     | Maria Luisa Betioli Brésil | 3741 pts     |
| Relais 4 × 100 mètres | Brésil                      | 47 s 3          | Pérou                         | 47 s 5       | Venezuela                  | 47 s 8       |
| Relais 4 × 400 mètres | Brésil                      | 3 min 47 s 4 CR | Chili                         | 3 min 54 s 0 | Venezuela                  | 3 min 55 s 0 |
| Records et Performances - AR : Record continental (area record) - CR : Record des championnats (championship record) - MR : Record du meeting (meet record) - NR : Record national (national record) - OR : Record olympique (olympic record) - PR : Record paralympique (paralympic record) - PB : Record personnel (personal best) - SB : Meilleure performance personnelle de la saison (season's best) - WL : Meilleure performance mondiale de l'année (world leader) - WJR : Record du monde junior (world junior record) - WR : Record du monde (world record) Circonstances et Conditions - DNF : N'a pas terminé (did not finish) - DNS : N'a pas pris le départ (did not start) - DQ : Disqualification (disqualification) - NM : Aucun essai valable enregistré (No Mark) - Q : Qualifié « directement » au prochain tour (ou à la prochaine compétition), lors d'une compétition majeure, grâce au classement ou à la réalisation des minima (automatic qualifier) - q : Qualifié au prochain tour (ou à la prochaine compétition), lors d'une compétition majeure, grâce au repêchage ou à la réalisation de l'une des meilleures performances parmi celles des « non qualifiés directement » (grâce au meilleur temps ou à la meilleure distance par exemple) (secondary qualifier) |                             |                 |                               |              |                            |              |

## Tableau des médailles
| Rang | Nation    | Or | Argent | Bronze | Total |
| ---- | --------- | -- | ------ | ------ | ----- |
| 1    | Brésil    | 9  | 15     | 11     | 35    |
| 2    | Venezuela | 8  | 5      | 7      | 20    |
| 3    | Chili     | 6  | 3      | 7      | 16    |
| 4    | Colombie  | 5  | 3      | 3      | 11    |
| 5    | Argentine | 4  | 8      | 6      | 18    |
| 6    | Pérou     | 3  | 3      | 3      | 9     |
| 7    | Uruguay   | 1  | 0      | 0      | 1     |
| 7    | Paraguay  | 1  | 0      | 0      | 1     |